# کنار زیارت (اثر ملی)
کُنار زیارت مربوط به دوره صفوی است و در ۱۳ کیلومتری غرب شهر گراش واقع شده و این اثر در تاریخ ۱۹ مرداد ۱۳۸۴ با شمارهٔ ثبت ۱۲۷۷۱ به‌عنوان یکی از آثار ملی ایران به ثبت رسیده است.